# Ptilodactyla andrewsi
Ptilodactyla andrewsi là một loài bọ cánh cứng trong họ Ptilodactylidae. Loài này được Bourgeois miêu tả khoa học năm 1896.